# Saint-Nicolas-du-Tertre
Saint-Nicolas-du-Tertre település Franciaországban, Morbihan megyében. Lakosainak száma 455 fő (2022. január 1.). Saint-Nicolas-du-Tertre Tréal, Les Fougerêts, Saint-Martin-sur-Oust, Ruffiac, Carentoir és La Gacilly községekkel határos.

## Népesség
A település népessége az elmúlt években az alábbi módon változott:
| Lakosok száma | 523  | 502  | 454  | 446  | 470  | 468  | 468  | 470  | 463  | 455  |
|               | 1968 | 1982 | 1990 | 2006 | 2013 | 2015 | 2017 | 2019 | 2020 | 2022 |